# ان‌جی‌سی ۴۸۸
ان‌جی‌سی ۴۸۸ (انگلیسی: NGC 488) نام یک کهکشان در صورت فلکی ماهی است.